# Lisa Steele
Lisa Steele est une artiste canadienne née en 1947 à Kansas City, dans le Missouri. Steele est une pionnière de l'art vidéo, professeure, commissaire et cofondatrice de Vtape à Toronto.

## Biographie
Lisa Steele naît en 1947 au Missouri et immigre au Canada en 1968. Elle étudie la littérature anglaise à l'Université du Missouri. En 1980, elle commence à enseigner à l'Université de l'École d'art et de design de l'Ontario et s'implique dans la création de ce qui deviendra Vtape en 1983. En 2001, elle devient professeure au département d'arts visuels de l'Université de Toronto. En 2009, Lisa Steele et Kim Tomczak reçoivent un doctorat honorifique de l'Université de la Colombie-Britannique.

## Carrière
Lisa Steele est une pionnière de l'art vidéo au Canada depuis le début des années 1970. Son travail a été exposé à l'international, à la Biennale de Venise (1980), à la Kunsthalle de Bâle, au Museum of Modern Art (New York), à la Galerie Nationale du Canada, à l'Institut d'Art Contemporain (Boston), au 49e Parallel Videoseries, à la Galerie d'Art de Vancouver et au Long Beach Museum. Avec Kim Tomczak, elle cofonde Vtape à Toronto, une institution nationale d'information et de distribution de la vidéo indépendante Elle est l'une des fondatrice et éditrice du périodique FUSE Magazine.

### Début de carrière

#### Birthday Suit – with scars and defects(1974)
L'œuvre la plus connue du début de sa carrière est Birthday Suit – with scars and defects (1974). Dans cette vidéo en noir et blanc de treize minutes, Steele se présente nue devant la caméra. L'œuvre vidéo est considérée typique des pratiques de vidéo émergente, c'est-à-dire un plan fixe avec une prise unique. Steele allume la caméra, va jusqu'au bout de la pièce et enlève ses vêtements. Ensuite, elle s'approche de la caméra et commence à examiner les différentes cicatrices accumulées au cours de sa vie. Selon le critique Dot Tuer, le travail représente une offrande au regard technologique qui minimise la représentation du corps en tant que sujet de genre et, comme le souligne Catherine Russell, historienne de l'art en cinéma, l’œuvre est une contre-image à la critique émergente du corps féminin dans le cinéma narratif.
Steele décrit son œuvre ainsi : « À l’occasion de mon 27e anniversaire, j’ai décidé de faire une cassette relatant mon passage dans le temps. J'ai toujours été maladroite, à trébucher et tomber avec une régularité alarmante. Cette bande accepte l'étendue des conséquences. »
Birthday Suit - with scars and defects a été incluse dans une exposition itinérante importante en 1989-1990 intitulée Rebel Girls: A Survey of Canadian Feminist Videotapes 1974-1988.

#### A Very Personal Story(1974)
A Very Personal Story (1974) est un film vidéo qui constitue une métaphore d'une expérience vécue par Steele, à l'âge de 15 ans, où elle fait la découverte du cadavre de sa mère.

#### The Ballad of Dan Peoples(1976)
The Ballad of Dan Peoples (1976) est une bande vidéo dans laquelle Steele, assise sur un tabouret, tient la photo d'un vieil homme. Elle raconte ensuite les histoires de l'enfance rurale de son grand-père en empruntant sa voix, prenant en compte les caractéristiques et la personnalité du vieil homme. À travers les souvenirs et l'identité de son grand-père, l'artiste révèle une partie de sa propre identité. Le générique de fin témoigne du déménagement récent de l'homme dans un foyer pour personnes âgées. Ces éléments révèlent les conditions familiales et autoréflexives qui ont inspiré l'œuvre,.

### Steele et Tomczak
Depuis 1983, Steele travaille exclusivement en collaboration avec Kim Tomczak,. Leur travail individuel et collaboratif a fait l’objet d’une grande exposition-sondage au Musée des beaux-arts de l'Ontario en 1989-1990. En 1993, Steele et Tomczak reçoivent deux prix : le prix Bell Canada pour l'excellence dans le domaine de l'art vidéo canadien et un prix Toronto Arts Award (le prix Peter Herndorf Media Arts). En 1996, leur travail The Blood Records: written and annotated, a été présenté en première mondiale au Museum of Modern Art de New York. Leur travail d'installation We're Getting Younger All the Time a été installé dans plusieurs endroits en Angleterre, à Venise et au Centre d'art contemporain de Basse-Normandie en novembre 2002. En 2005, Steele et Tomczak remportent le Prix du Gouverneur général en arts visuels et en arts médiatiques. En 2016, Wanda Nanibush, conservatrice au Musée des beaux arts de l'Ontario, souligne la contribution importante et continue de Steele à la scène des nouveaux médias à Toronto.

## Vie privée
Steele est une survivante du cancer du sein.

## Prix
Steele reçoit le Long Haul Award pour l'ensemble de ses réalisations lors de la réception des Untitled Art Awards à Toronto, en février 2005. En 2005, Kim Tomczak et elle reçoivent conjointement le Prix du Gouverneur général en arts visuels et en arts médiatiques.

## Collections permanentes
Ses vidéos font partie de nombreuses collections, dont le Musée des beaux-arts du Canada, le Musée des beaux arts de l'Ontario, le Musée d'Art Contemporain de Houston au Texas, Ingrid Oppenheim, de l'Université Concordia à Montréal, au Newcastle Polytechnic en Angleterre, Paulo Cardazzo à Milan, à l’ambassade du Canada à Tokyo et à l’Akademie der Kunst à Berlin.

## Œuvres

### Vidéographie sélective
- Birthday Suit - with scars and defects (1974)
- A Very Personal Story (1974)
- The Ballad of Dan Peoples (1976)
- The Gloria Tapes (1980)

avec Kim Tomczak:
- Working the Double Shift (1984)
- Legal Memory  (1992)
- The Blood Records: written and annotated (1997)
- We're Getting Younger All the Time (2001)
- Make Love Not War (2003)
- Practicing Death (2003)
- Free Speech (2006)
- Speak City (2009)